# おおぐま座ベータ星
おおぐま座β星は、おおぐま座の恒星で2等星。北斗七星を形成する恒星の1つでもある。

## 概要
北斗七星ではポラリス（現在の北極星）に近いほうから見て2番目にある。α星とともに指極星として用いられる。この星とα星とを結んだ線分をα星の方向へ伸ばすと北極星へ、β星の方向へ伸ばすとレグルスへと導かれる。
北斗七星の星々はティコ・ブラーエの星表では全て同じ2等星とされており、この星表に従ったヨハン・バイエルは北極星に近い順に符号を付けた。そのため、β星ではあるが現在では5番目の明るさとなっている。
フォーマルハウトやベガと同様に、加熱された宇宙塵が円盤状の覆いから赤外線を放射している。この星から土星軌道くらいの距離に太陽系で発見されるのと同様の数100Kの宇宙塵の帯が発見されている。
α星とη星以外の北斗七星の星はおおぐま座運動星団に属しており、互いに近い距離に位置している。惑星の存在は確かめられていないが、もし惑星があれば、γ星、δ星、ε星、ζ星がそれぞれ0等級以上に明るい星に見えるとされる。

## 名称
Beta Ursae Majoris, β UMa。固有名メラク (Merak)はアラビア語で「大熊の腰」を意味する marāqq al-dubb al-akbar に由来している。アンドロメダ座β星の『ミラク』と語源は同じ。2016年6月30日に国際天文学連合の恒星の命名に関するワーキンググループ (Working Group on Star Names, WGSN) は、Merak をおおぐま座β星の固有名として正式に承認した。
また、中国名は『史記』「天官書」など正史の天文志では天璇（てんせん）、唐の密教教典『仏説北斗七星延命経』では巨門（こもん）である。

## 画像

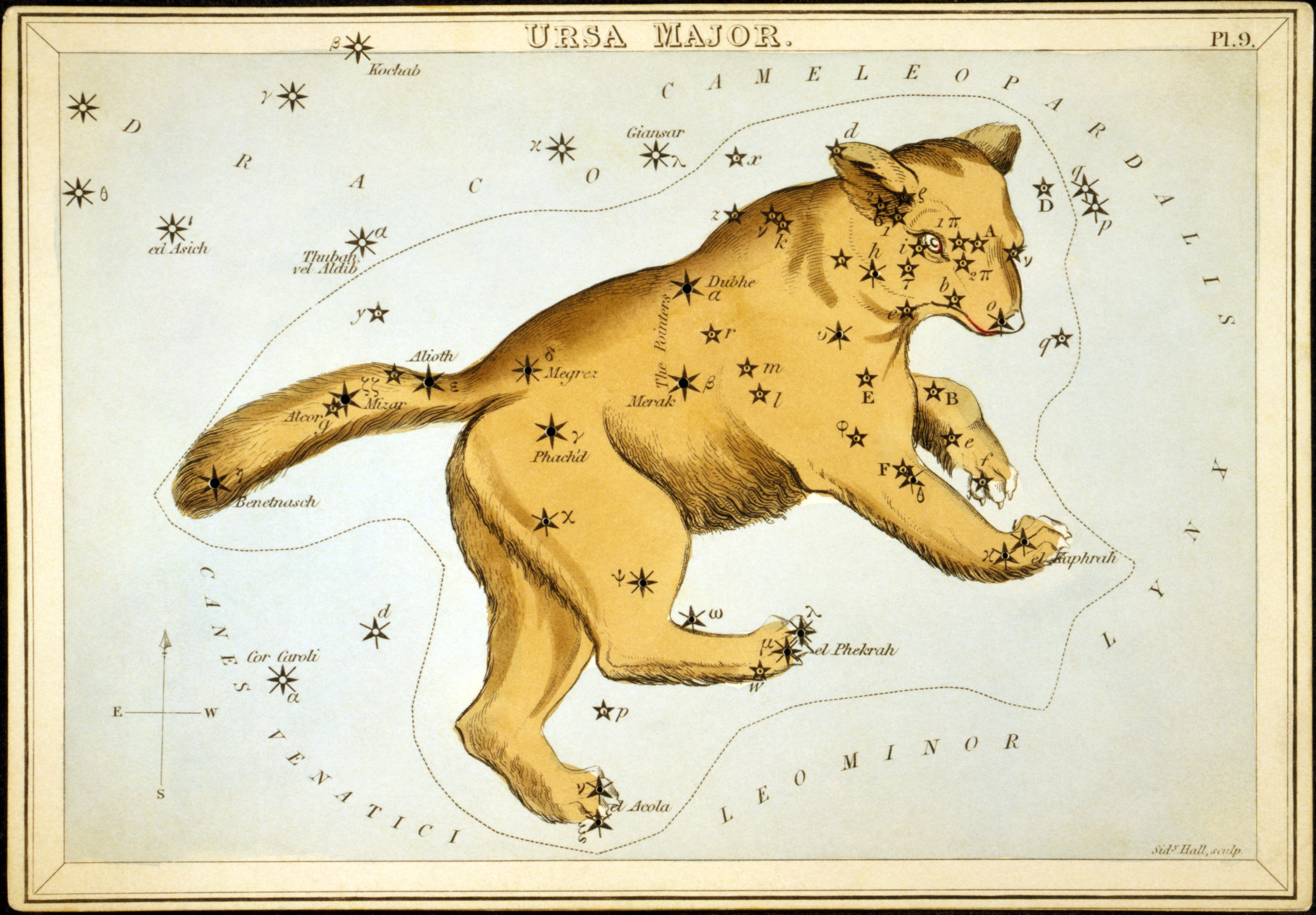
Sydney Hallによる、おおぐま座の星を表現した図。